# Markus Neumayr
Markus Neumayr (Hösbach, 26 marzo 1986) è un allenatore di calcio ed ex calciatore tedesco naturalizzato svizzero, di ruolo centrocampista.